# Université al-Mustansiriyah
L'université al-Mustansiriyah est l'une des universités les plus anciennes du monde, ayant été fondée en 1233. Elle est située à Bagdad sur la rive gauche du Tigre.

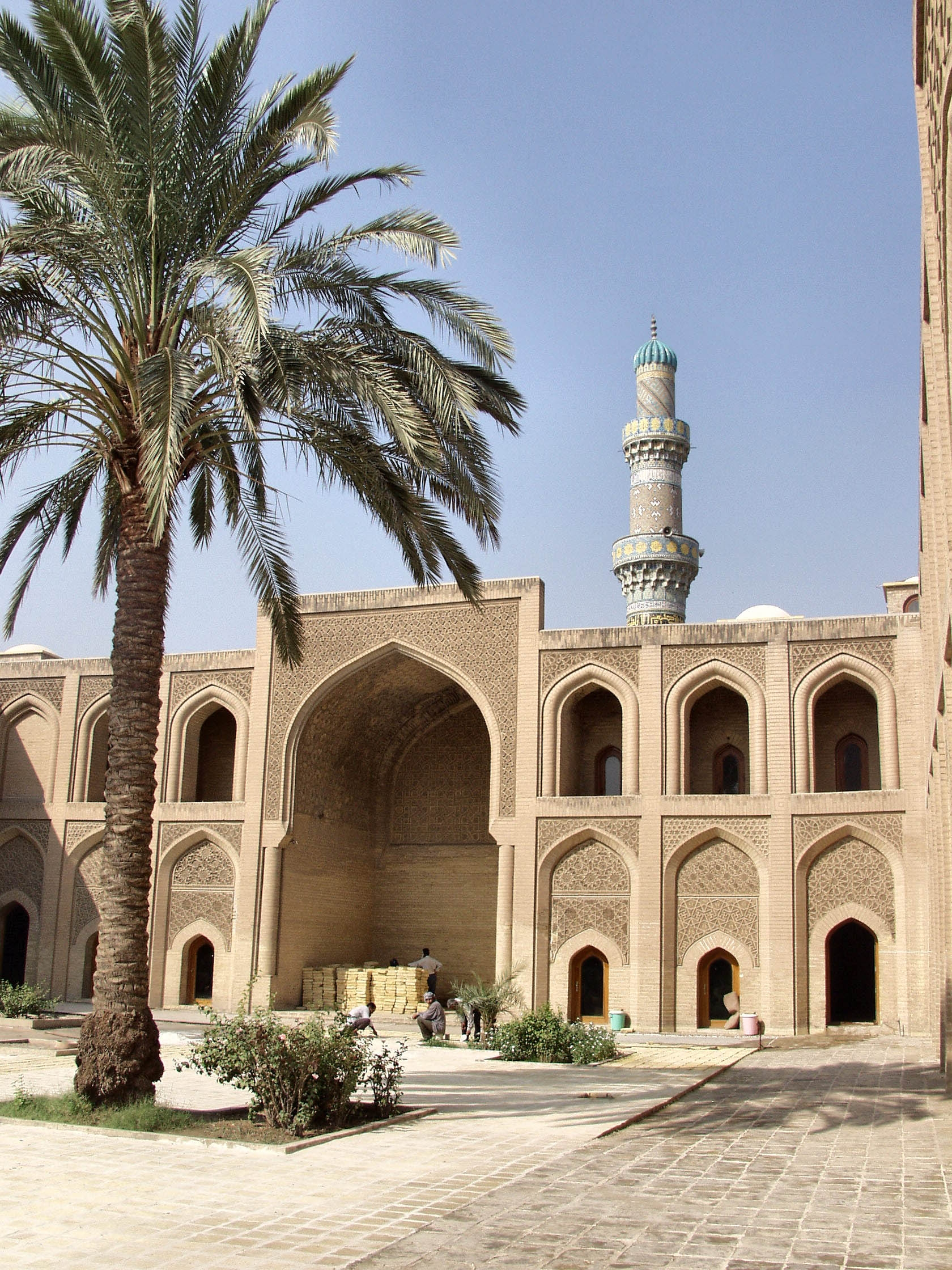
Université al-Mustansiriyah.

Elle est, depuis 1962, un collège de l'université de Bagdad, spécialisé dans les lettres et le droit.

## Histoire
La Mustansiriya a été créée par le calife abbasside Al-Mustansir. Sa construction s'est étalée de 1227 à 1233. À cette époque, Bagdad était le centre intellectuel le plus important du monde. On y avait ouvert la première Maison de la sagesse dès le IXe siècle.
Le savant iranien Aly Mazahéry définit la Mustansiriyah comme un centre interislamique du droit, de la science, des lettres, et des arts. Elle comprenait quatre iwâns, ou grandes salles de conférences, des salles spéciales pour l'étude du Coran et de la tradition prophétique, une bibliothèque importante et plusieurs sections : médecine, pharmacie, sciences naturelles, ainsi que de nombreuses dépendances et annexes.
Chacun des quatre iwans était réservé à l'enseignement de la jurisprudence de l'une des quatre mahdabs ou sectes nations, qui étaient au XIIIe siècle :
- les hanéfites, qui habitaient l'Iran oriental, l'actuel Afghanistan et l'actuel Turkestan russe ;
- les malékites, qui peuplaient l'Afrique du Nord et l'Espagne et possédaient de nombreuses colonies à Alexandrie, en Sicile, au sud de l'actuelle Italie, et dans l'île de Crète ;
- les shafi'ites, qui étaient répandus en Syrie, en Irak et en Iran occidental ;
- les hanbalites, qui comprenaient les petits bourgeois des grandes capitales : Bagdad, Damas, Le Caire, Ray, Chiraz, etc.

Ces mahdabs rappellent les nations des universités occidentales. Ainsi, l'université de Paris au Moyen Âge réunissait, elle aussi, quatre « nations » en provenance de la Chrétienté occidentale.
Les étudiants entraient à la Mustansiriya par voie de concours et, une fois leurs études terminées, ils avaient accès aux plus brillantes situations, telles que vizirs, diplomates, magistrats ou professeurs.

## Anciens enseignants
- Zayn Ud Dîn Al Âmidî (?-1312), juriste musulman hanbalite et professeur

## Note
1. ↑  L'université de Paris est un peu antérieure, sa création officielle par Philippe Auguste date de 1200 ; l'université de Bologne est encore antérieure (1088)

## Source
- Aly Mazahéry, L'âge d'or de l'Islam, Quand Bagdad était la capitale de la moitié du Vieux monde, Bibliothèque Arabo-Berbère, Rives sud, première édition 1951, réédition 2003 -  lecture en ligne